# 1935-ös Tour de Hongrie
Az 1935-ös Tour de Hongrie a sorozat történetének 10. versenye volt, melyet június 26. és 30 között bonyolítottak le. A versenyt –amin 32 kerékpáros indult- egyéni és csapat teljesítmény alapján értékelték. A viadalra neveztek osztrák (nem érkeztek meg) és Csehszlovák (vízum problémák miatt csak egy indulójuk volt) versenyzők is. A versenyt a magyar Németh Károly nyerte meg, aki az első négy szakszon diadalmaskodott.

## Szakaszok
| Szakasz | Végpontok  | Végpontok  | Hossz  |             | Jelleg      | Időpont               | Szakaszgyőztes |
| Szakasz | Rajt       | Cél        | Hossz  |             | Jelleg      | Időpont               | Szakaszgyőztes |
| ------- | ---------- | ---------- | ------ | ----------- | ----------- | --------------------- | -------------- |
| 1.      | Kispest    | Eger       |        | sík szakasz | sík szakasz | június 26., szerda    | Németh Károly  |
| 2.      | Eger       | Békéscsaba | 240 km | sík szakasz | sík szakasz | június 27., csütörtök | Németh Károly  |
| 3.      | Békéscsaba | Budapest   |        | sík szakasz | sík szakasz | június 28., péntek    | Németh Károly  |
| 4.      | Budapest   | Kaposvár   | 220 km | sík szakasz | sík szakasz | június 29., szombat   | Németh Károly  |
| 5.      | Kaposvár   | Budapest   | 190 km | sík szakasz | sík szakasz | június 30., vasárnap  | Liszkai István |

### Útvonal
1. szakasz: Budapest  – Cegléd – Újszász – Jászapáti – Heves – Eger
2. szakasz: Eger – Békéscsaba
3. szakasz: Békéscsaba – Kecskemét –  Pesterzsébet
4. szakasz: Budapest   – Dunaföldvár – Hőgyész – Dombóvár – Kaposvár
5. szakasz: Kaposvár – Balatonföldvár – Siófok – Székesfehérvár – Budapest, Műszaki Egyetem

## Az összetett verseny végeredménye
|     | Versenyző         | Csapat              | Idő          |
| --- | ----------------- | ------------------- | ------------ |
| 1.  | Németh Károly     | BSE                 | 40h 26' 37"  |
| 2.  | Éles Ferenc       | MKSZ                | + 9' 51"     |
| 3.  | Adorján István    | Székesfehérvári MÁV | + 10' 47"    |
| 4.  | Ritz István       | PSE                 | + 16' 22"    |
| 5.  | Mádi Béla         | MKSZ                | + 19' 38"    |
| 6.  | Oláh Károly       | Újpesti TE          | + 28' 43"    |
| 7.  | Karaki Zoltán     | BSZKRT              | + 51' 32"    |
| 8.  | Varga László      | BSE                 | + 51' 47"    |
| 9.  | Bognár János      | Újpesti TE          | + 58' 08"    |
| 10. | Miloslav Krbec    | Prága               | + 59' 31"    |
| 11. | Glöckl Mihály     | MPSE                | + 1h 02' 17" |
| 12. | Szalai Antal      | Újpesti TE          | + 1h 04' 05" |
| 13. | Kőszegi Károly    | BSZKRT              | + 1h 09' 38" |
| 14. | Balogh Ferenc     | BSE                 | + 1h 11' 04" |
| 15. | Skvaranyina János | Újpesti TE          | + 1h 23' 05" |
| 16. | Nemes István      | PSE                 | + 1h 31' 42" |
| 17. | Gyurkovics János  | BSE                 | + 1h 40' 38" |
| 18. | Sziklai Géza      | BSZKRT              | + 1h 51' 16" |

## Csapatverseny
|    | Csapat      | Idő          |
| -- | ----------- | ------------ |
| 1. | Budapest SE | 123h 22' 42" |
| 2. | Újpesti TE  | + 05"        |
| 3. | BSZKRT      |              |